# Ламберт, Карл Осипович
Карл Осипович де Ламберт (15 июня 1773 — 30 мая 1843) — граф, участник войн против Наполеона.

## Биография
Карл де Ламберт родился 15 июня 1773 года во Франции, где отец его, французской службы генерал-майор, был членом военного совета и инспектором кавалерийских дивизий. Старший брат Ламберта, Мориц, ещё до начала революции перешёл в русскую службу и был убит при Дубенке в 1792 году в чине полковника. Императрица Екатерина, желая почтить службу Морица Ламберта, предложила отцу его и брату, Карлу Ламберту, в то время уже эмигрировавшим из Франции, поступить в русскую службу. Карл Ламберт в 1793 году был определён секунд-майором в Кинбурнский драгунский полк, с которым принял участие в войне с Польшей, сражался при Холме, Мациовицах и при штурме Праги и был награждён чинами премьер-майора, подполковника и 1 января 1795 года орденом св. Георгия 4-го класса за № 588.
Во всемилостивейшем уважении на усердную службу и отличное мужество, оказанное 24-го октября при взятии приступом сильно укрепленного Варшавского предместия, именуемого Прага, где с охотниками первым взошел на батарею
В 1796 году, командуя казачьим полком, Ламберт участвовал в походе графа В. А. Зубова в Персию, по возвращении из которого был переведён в Стародубовский кирасирский полк, в 1798 году произведён в полковники и в том же году по болезни уволен от службы.
В 1799 году Ламберт вновь определился в тот же Стародубовский полк и с корпусом генерала А. М. Римского-Корсакова совершил поход в Швейцарию, в сражении при Цюрихе был ранен. Награждённый чином генерал-майора и назначенный шефом Рязанского кирасирского полка, он в 1800 году по расформировании этого полка уволен был от службы с правом носить мундир. Через 2 недели по воцарении императора Александра I Ламберт был снова принят в службу и зачислен по армии, в 1802 году назначен командиром Елисаветградского гусарского полка, а в 1803 году — шефом Александрийского гусарского полка и принял участие в кампании 1806—1807 годов Ламберт первый встретился с французами у м. Блонья и первый же выдержал удар Наполеона, лично руководившего войсками в бою 11 декабря 1806 года у Чарнова, близ Модлина. Командуя здесь авангардом корпуса графа Остермана-Толстого в составе своего Александрийского гусарского полка и 6 егерских рот, Ламберт отбил все атаки французов, несколько раз врубался в неприятельские колонны и водил егерей в штыки, причём сам был легко ранен. 31 января 1807 года Ламберт был награждён орденом св. Георгия 3-й степени за № 144
В воздаяние отличнаго мужества и храбрости, оказанных в сражении против французских войск 11-го декабря при Чарнове, где, командуя всеми аванпостами, примером неустрашимости ободрял подчиненных, а егерскими постами мужественно отражал несколько раз неприятеля, причем и ранен в ногу
Затем он участвовал в сражениях при Пултуске, Прейсиш-Эйлау, где командовал тремя гусарскими и 2 драгунскими полками и за отличие получил орден св. Владимира 3-й степени, и Фридланде, где спас 2 брошенные батарейные роты, получив за это орден св. Анны 1-й степени. 30 августа 1811 года Ламберт был пожалован генерал-адъютантом к Его Императорскому Величеству и назначен начальником 5-й кавалерийской дивизии, с которой и поступил в 1812 году в 3-ю резервную обсервационную армию Тормасова.
С началом Отечественной войны в его командование поступила и 8-я кавалерийская дивизия, и Ламберт стал, таким образом, во главе кавалерийского корпуса. В июле 1812 года Тормасов поручил Ламберту с отрядом в 4 батальона, 16 эскадронов, 5 казачьих полков и 6 орудий очистить от неприятеля Брест, Кобрин, Яново и Пинск. Присоединив к себе по дороге к Бресту отряд князя Щербатова, Ламберт 13 июля овладел Брестом, 15-го атаковал саксонцев у Кобрина и разбил их (за это дело был удостоен золотой сабли с алмазами), затем двинулся к Городечне на соединение с армией и принял участие в сражении под этим городом, после этого сражения Ламберт был произведён в генерал-лейтенанты.
Узнав, что конный рекогносцировочный отряд австрийцев, саксонцев и поляков расположился ночевать у с. Чарукова, Ламберт ночью налетел на них, рассеял и захватил 3 австрийских штандарта. По соединении Обсервационной и Дунайской армий в одну 3-ю Западную под начальством адмирала Чичагова Ламберт поставлен был во главе одного из 7 её корпусов, а при движении её к Березине командовал авангардом. Идя всё время форсированным маршем, Ламберт быстрыми ударами выбил неприятеля из Нового Сверженя, Несвижа, Койданова и Минска; в последнем захватил огромные неприятельские запасы продовольствия. Получив приказание от Чичагова идти к Борисову, Ламберт быстро двинулся туда и хотя не успел упредить своего противника генерала Домбровского, спешившего на помощь к Борисовскому гарнизону, но и не дал ему времени своей атакой перестроить войска из походного порядка в боевой. Когда 13-й и 38-й егерские полки, атаковавшие одно из Борисовских укреплений, были отбиты, Ламберт стал во главе их и сам повел их в штыки на редуты. Раненый Ламберт отказался покинуть поле сражения: «Я остаюсь с вами и здесь, — сказал он егерям, снимавшим его с лошади, — или умру, или дождусь, пока вы для меня отведете в Борисове квартиру». Борисов был взят. За эту важную услугу армии Ламберт был награждён орденом св. Владимира 2-й степени. Донося о взятии Борисова, Чичагов писал Государю: «Сопротивление было сильное, а сражение жестокое и кровопролитное, но Вы имеете, Государь, в храбром и искусном Ламберте генерала, который не знает препятствий».
Когда раненого Ламберта везли из Борисова вдоль р. Березины, он всматривался в местность и, оценивая её свойства, предугадал переправу Наполеона у Студянки, о чём и послал сказать Чичагову. К сожалению, его мнению не придали цены, и Михайловский-Данилевский справедливо по этому поводу замечает, что «оставление графом Ламбертом армии было одной из главных причин, облегчивших Наполеону прорыв через Березину, ибо более всех генералов Дунайской армии Ламберт пользовался доверенностью адмирала Чичагова, который, если бы граф Ламберт не был ранен, вероятно, согласился бы с его мнением поставить армию у Студянки». По поводу ранения Ламберта и Ермолов в своих «Записках» пишет, что «в армии адмирала не стало одного из отличнейших и распорядительнейших генералов». Ермолов вообще говорит о Ламберта не иначе, как называя его храбрым, мужественным и распорядительным.
Лечение раны потребовало полтора года, и Ламберт вернулся к армии лишь в начале марта 1814 года накануне сражения под Парижем, во время которого, командуя гренадерским корпусом, он вел атаку на Бельвиль и за взятие Парижа был награждён орденом св. Александра Невского.
По возвращении в Россию в 1816 году Ламберт был назначен командиром 5-го резервного кавалерийского корпуса, в 1823 году произведён в генералы от кавалерии, в 1826 году назначен сенатором, был включён в Верховный уголовный суд по делу декабристов. В 1836 году за «долговременную, постоянную и неутомимыми трудами сопровождаемую службу» награждён орденом св. Владимира 1-й степени.
Последние годы жизни Ламберт провёл в имении своего брата, тайного советника и сенатора Якова Осиповича, Циглеровке, близ города Константинограда, Полтавской губернии, где 30 мая 1843 году и умер «изнурением пуль и старостью», как гласит его эпитафия.
Ламберт был одним из самых выдающихся кавалерийских генералов александровской эпохи, соединяя в себе личную храбрость, большую распорядительность, находчивость, энергию, смелость действий и верный стратегический глазомер. Красавец в молодости, «версальский царедворец», в приёмах обхождения с людьми очень вежливый, доступный и щедрый, он был любим не только войсками, но и крестьянским населением Циглеровки и её окрестностей, которому широко благотворил.

## Награды
- Орден Красного Орла (1807, королевство Пруссия)[5]

## Семья
Жена — Ульяна Михайловна Деева (1791—29.01.1838), фрейлина двора, дочь суворовского полковника М. И. Деева. По свидетельству современника, генеральша Ламберт, сильная духом костромичка, во время переправы через Березину 11 ноября 1812 года сумела остановить несколько гусаров своего мужа, бросившихся было бежать от французов, она говорила им по-русски: «Дети, неужели вы оставите вашего раненого генерала?» Несколько гусаров спешились и понесли на плечах своего генерала, а четверо конных, ведя в подводу лошадей товарищей, поехали вперед и расчищали дорогу раненому". За заслуги мужа 22 августа 1826 года была пожалована в кавалерственные дамы ордена Св. Екатерины (малого креста). Летом 1831 года проживала в Царском Селе, где была знакома с Пушкиным. По словам А. О. Смирновой, поэт «прибирал всякую чепуху насчет своей соседки — генеральши Ламберт, которая жила в доме Олениной против Пушкина и всегда дичилась его; узнавши, что Варшава взята, уведомила его об этом. Когда Пушкин напечатал свои известные стихи на Польшу, он прислал ей первый экземпляр». За увесистую комплекцию поэт звал её «мадам Толпега». Умерла в Петербурге «от простудной горячки», похоронена в Казанской кладбищенской церкви в Царском Селе.
Дети: Александра (1808—1834), Иосиф (Осип) (1809—1879; генерал от кавалерии), Пётр, Карл (1815—1865; генерал от кавалерии, участник Кавказских походов, член Государственного совета), Мария (1816), Елизавета (1817—1838) и Екатерина (1820—1838).